# Olena Prus
Olena Wolodymyriwna Prus (ukrainisch Олена Володимирівна Прус, russisch Елена Владимировна Прус Jelena Wladimirowna Prus, englisch Elena Prus; * 30. April 1986 in Lyssytschansk) ist eine ukrainische Badmintonspielerin.

## Karriere
Olena Prus gewann nach sechs Juniorentiteln in der Ukraine mit den Romanian International 2007 ihr erstes großes internationales Turnier bei den Erwachsenen. Weitere Titelgewinne folgten in Israel, der Slowakei und Schweden. 2009, 2010 und 2011 wurde sie nationale Titelträgerin.

## Sportliche Erfolge
| Saison | Veranstaltung                               | Disziplin   | Platz | Name                                  |
| ------ | ------------------------------------------- | ----------- | ----- | ------------------------------------- |
| 2003   | Ukraine: Einzelmeisterschaften der Junioren | Dameneinzel | 1     | Olena Prus                            |
| 2004   | Ukraine: Einzelmeisterschaften der Junioren | Mixed       | 1     | Jewhen Potschtarjow / Olena Prus      |
| 2004   | Ukraine: Einzelmeisterschaften der Junioren | Damendoppel | 1     | Hanna Kobzewa / Olena Prus            |
| 2005   | Ukraine: Einzelmeisterschaften der Junioren | Mixed       | 1     | Jewhen Potschtarjow / Olena Prus      |
| 2005   | Ukraine: Einzelmeisterschaften der Junioren | Damendoppel | 1     | Marija Martynenko / Olena Prus        |
| 2006   | Ukraine: Einzelmeisterschaften der Junioren | Damendoppel | 1     | Marija Martynenko / Olena Prus        |
| 2007   | Romanian International                      | Mixed       | 1     | Walerij Atraschtschenkow / Olena Prus |
| 2007   | Israel International                        | Mixed       | 1     | Walerij Atraschtschenkow / Olena Prus |
| 2008   | Slovak International                        | Mixed       | 1     | Walerij Atraschtschenkow / Olena Prus |
| 2008   | Slovak International                        | Dameneinzel | 1     | Olena Prus                            |
| 2009   | Romanian International                      | Mixed       | 1     | Walerij Atraschtschenkow / Olena Prus |
| 2009   | Swedish International Stockholm             | Mixed       | 1     | Walerij Atraschtschenkow / Olena Prus |
| 2009   | Kharkov International                       | Mixed       | 1     | Walerij Atraschtschenkow / Olena Prus |
| 2009   | Kharkov International                       | Damendoppel | 1     | Hanna Kobzewa / Olena Prus            |
| 2009   | Ukrainische Meisterschaft                   | Damendoppel | 1     | Hanna Kobzewa / Olena Prus            |
| 2010   | Ukrainische Meisterschaft                   | Damendoppel | 1     | Hanna Kobzewa / Olena Prus            |
| 2010   | Austrian International                      | Mixed       | 1     | Walerij Atraschtschenkow / Olena Prus |
| 2011   | Ukrainische Meisterschaft                   | Damendoppel | 1     | Hanna Kobzewa / Olena Prus            |